# چائوسپس رود
چائوسپس رود (انگلیسی: Choaspes River) رودخانه‌ای است که در محدوده باستانی پاروپامیز (که اکنون در افغانستان واقع‌شده) سرچشمه می‌گیرد و در نهایت به رودخانه ایندوس نزدیک می‌شود (که معمولاً با رود کابل شناسایی می‌شود.